# Bibliotecas públicas de Dubái
Las Bibliotecas públicas de Dubái (en árabe: مكتبات دبي العامة) es un sistema de bibliotecas de la Municipalidad de Dubái que funciona en el Emirato de Dubái, en los Emiratos Árabes Unidos (EAU).
El sistema, el más antiguo de los Emiratos Árabes Unidos, se inició en 1963, cuando se estableció una biblioteca en el área de Al-Ras. Cuatro sucursales fueron abiertas en Hor Al Anz-, Al-Rashdiyah, Al Safa, y Um Al-Saqeem en 1989. La biblioteca de Hatta abrió sus puertas en 1998 y Biblioteca Pública Al Towa abrió sus puertas en el verano de 2007.